# Anádyr
Anádyr ([ɐˈnadɨrʲ]ⓘ (del ruso: Ана́дырь) (del chucoto: Кагыргын Въэӈын)) es la ciudad más extremo oriental de Rusia, en Siberia, y capital del distrito autónomo de Chukotka, localizada en el delta del río Anádyr del golfo homónimo.

## Historia
Anádyr fue fundada el 3 de agosto de 1889 como Novo-Mariinsk, y pasó a denominarse con su nombre actual el 5 de agosto de 1923. El 12 de enero de 1965 se le concedió el estatus de ciudad.
En el oriente ruso se proclamó a principios del 1918 una comuna en la ciudad de Anádyr con jurisdicción sobre el territorio oriental (que después fue el distrito de los Chukchis). El 16 de diciembre de 1919 se creó en Anádyr el Comité Revolucionario de Chukotka.
El 31 de enero de 1920 se produjo un golpe de Estado contrarrevolucionario y partidario de los blancos, y los miembros del Comité fueron ejecutados.

## Galería

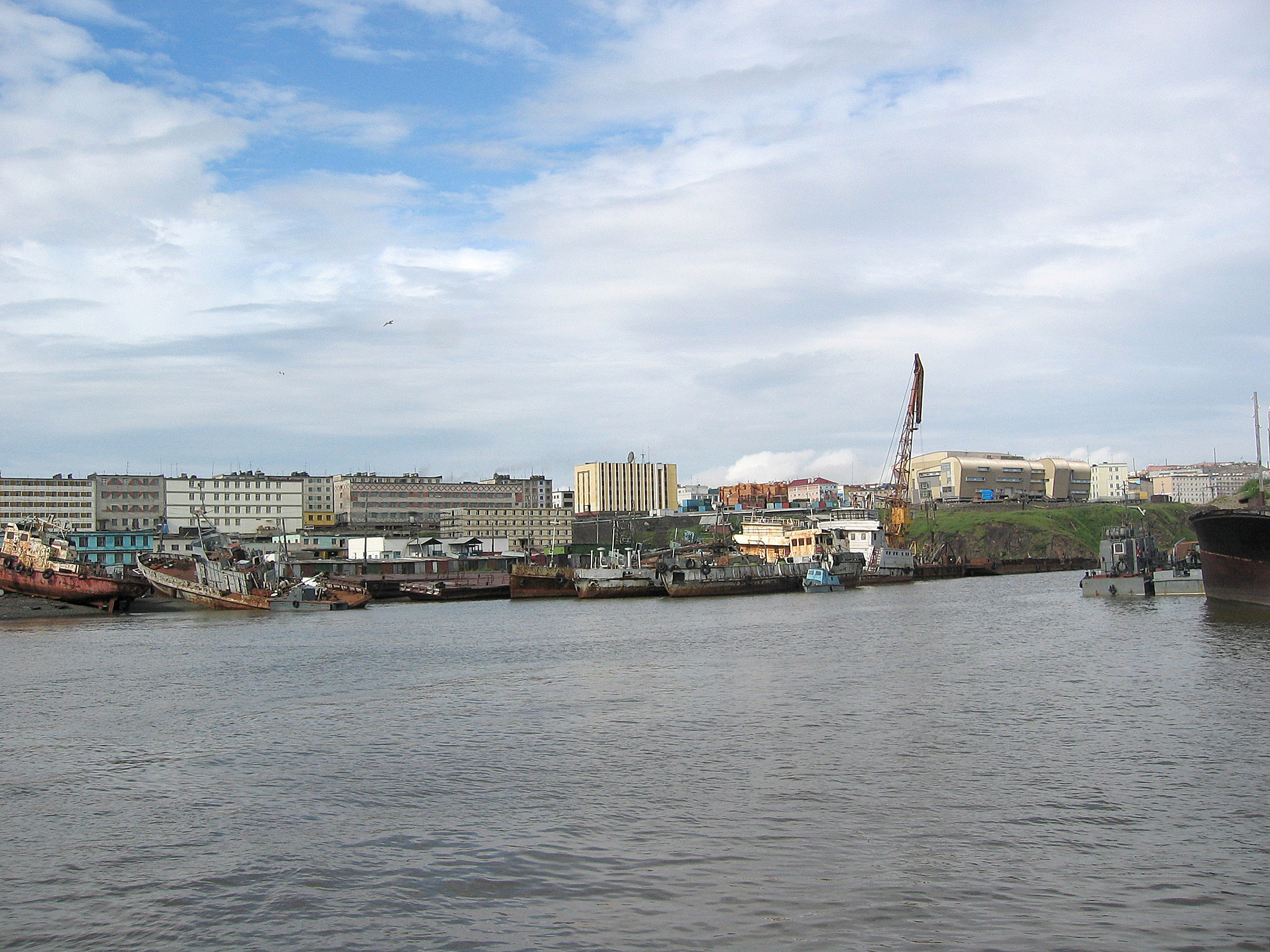
Puerto de Anádyr
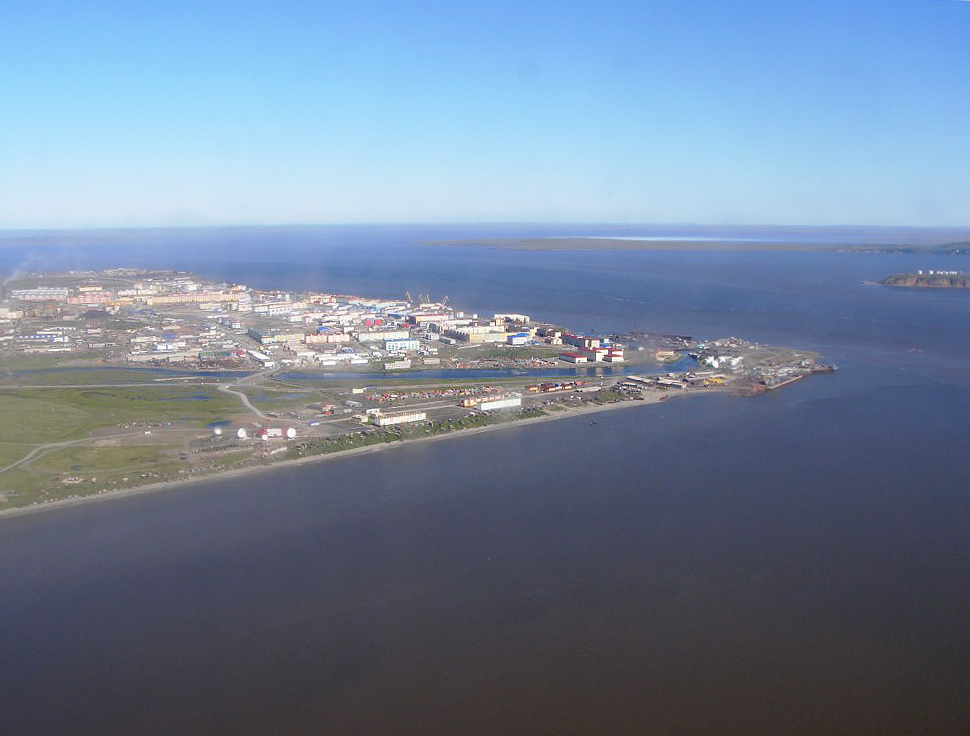
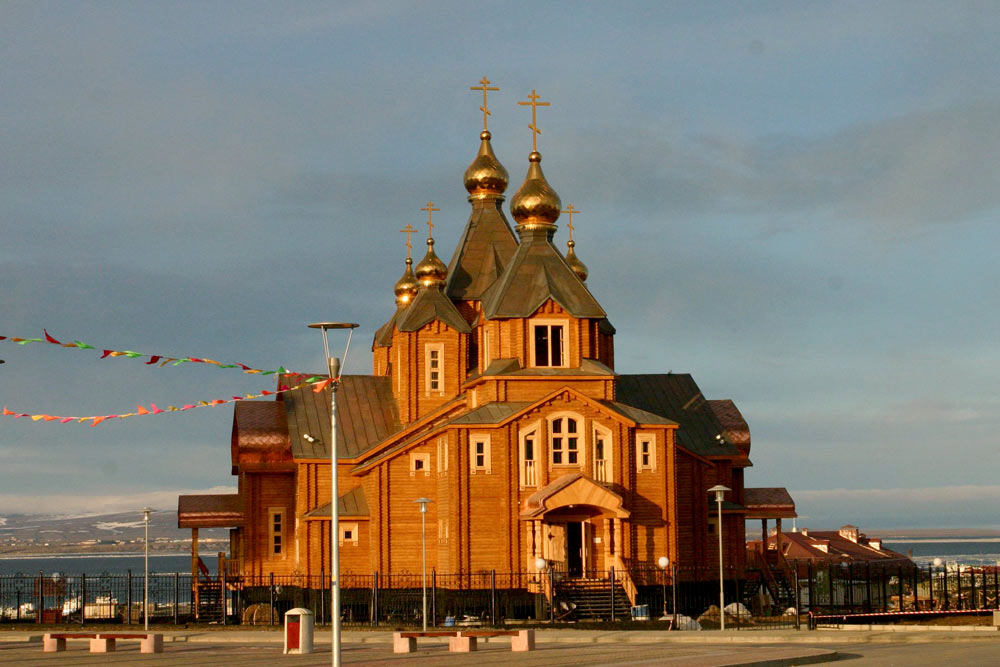
Catedral de la Trinidad

## Escudo de armas
Tanto su bandera como su escudo representan un oso polar sosteniendo un salmón, mientras que en el escudo dos soldados apuntan al frente con un arma de fuego y un arco, representando las razas de la zona.

## Situación administrativa y municipal
Anadyr es el centro administrativo de Chukotka aparte de ser del distrito se Anadyrsky, aunque no sea parte de este. Como división administrativa, es el selo de Tavayvaam, por una unidad administrativa con el estado igual a la de los distritos. Como división municipal, se incorpora la ciudad de Okrug con gran importancia de Anadyr.

## Geografía
La ciudad de Anadyr está situada en la punta de una gran capa, al norte de la cual se encuentra la desembocadura del río Anadyr, que desemboca en el golfo de Anadyr. La ciudad en sí está situada en una suave pendiente que se eleva desde el mar, al otro lado del río Anadyr son montañas, pero hacia el oeste, más allá de la ciudad son grandes extensiones de tundra plana.

### Clima
Anádyr tiene un clima subártico (clasificación climática de Köppen: Dfc). Los inviernos son largos y muy fríos, los veranos son frescos y cortos. Enero es el mes más frío con una temperatura promedio de -22.6 °C. Julio es el mes más cálido con una temperatura media de 11.6 °C. Las temperaturas superiores a 25 °C son raras. La temperatura más baja en la historia de Anádyr fue -46.8 °C, el 3 de enero de 1913. La temperatura más alta registrada en Anádyr fue 30 °C, el 7 de julio de 1956. El tiempo en Anádyr es muy cambiante, con fuertes tormentas que suelen provenir del estuario del Anádyr y el mar de Bering. Esto, junto con fuertes vientos del sur en el otoño trae a menudo inundaciones en la zona. Mayo es el mes más seco, y enero es el más húmedo.
| Parámetros climáticos promedio de Anádyr (1991-2020) | Parámetros climáticos promedio de Anádyr (1991-2020) | Parámetros climáticos promedio de Anádyr (1991-2020) | Parámetros climáticos promedio de Anádyr (1991-2020) | Parámetros climáticos promedio de Anádyr (1991-2020) | Parámetros climáticos promedio de Anádyr (1991-2020) | Parámetros climáticos promedio de Anádyr (1991-2020) | Parámetros climáticos promedio de Anádyr (1991-2020) | Parámetros climáticos promedio de Anádyr (1991-2020) | Parámetros climáticos promedio de Anádyr (1991-2020) | Parámetros climáticos promedio de Anádyr (1991-2020) | Parámetros climáticos promedio de Anádyr (1991-2020) | Parámetros climáticos promedio de Anádyr (1991-2020) | Parámetros climáticos promedio de Anádyr (1991-2020) |
| Mes                                                  | Ene.                                                 | Feb.                                                 | Mar.                                                 | Abr.                                                 | May.                                                 | Jun.                                                 | Jul.                                                 | Ago.                                                 | Sep.                                                 | Oct.                                                 | Nov.                                                 | Dic.                                                 | Anual                                                |
| ---------------------------------------------------- | ---------------------------------------------------- | ---------------------------------------------------- | ---------------------------------------------------- | ---------------------------------------------------- | ---------------------------------------------------- | ---------------------------------------------------- | ---------------------------------------------------- | ---------------------------------------------------- | ---------------------------------------------------- | ---------------------------------------------------- | ---------------------------------------------------- | ---------------------------------------------------- | ---------------------------------------------------- |
| Temp. máx. abs. (°C)                                 | 5.8                                                  | 2.7                                                  | 3.0                                                  | 7.1                                                  | 19.3                                                 | 26.5                                                 | 31.5                                                 | 26.6                                                 | 20.4                                                 | 15.6                                                 | 4.6                                                  | 4.3                                                  | 31.5                                                 |
| Temp. máx. media (°C)                                | -18.5                                                | -17.4                                                | -14.6                                                | -8.2                                                 | 2.0                                                  | 11.6                                                 | 16.1                                                 | 14.1                                                 | 8.3                                                  | -1.1                                                 | -8.3                                                 | -15.8                                                | -2.7                                                 |
| Temp. media (°C)                                     | -22.1                                                | -21.1                                                | -18.4                                                | -12.0                                                | -1.2                                                 | 7.2                                                  | 12.1                                                 | 10.5                                                 | 5.3                                                  | -3.6                                                 | -11.5                                                | -19.2                                                | -6.2                                                 |
| Temp. mín. media (°C)                                | -25.7                                                | -24.7                                                | -21.8                                                | -15.6                                                | -3.9                                                 | 4.0                                                  | 9.0                                                  | 7.7                                                  | 2.7                                                  | -5.9                                                 | -14.6                                                | -22.6                                                | -9.3                                                 |
| Temp. mín. abs. (°C)                                 | -46.8                                                | -44.7                                                | -42.1                                                | -39.6                                                | -28.2                                                | -7.6                                                 | -1.2                                                 | -4.3                                                 | -11.8                                                | -28.2                                                | -38.8                                                | -45.2                                                | -46.8                                                |
| Precipitación total (mm)                             | 40                                                   | 44                                                   | 38                                                   | 23                                                   | 13                                                   | 16                                                   | 36                                                   | 45                                                   | 32                                                   | 29                                                   | 36                                                   | 33                                                   | 385                                                  |
| Nevadas (cm)                                         | 16                                                   | 17                                                   | 19                                                   | 19                                                   | 8                                                    | 0                                                    | 0                                                    | 0                                                    | 0                                                    | 3                                                    | 6                                                    | 11                                                   | 99                                                   |
| Días de lluvias (≥ 1 mm)                             | 0.2                                                  | 0.2                                                  | 0.2                                                  | 1                                                    | 9                                                    | 15                                                   | 17                                                   | 19                                                   | 17                                                   | 6                                                    | 2                                                    | 1                                                    | 87.6                                                 |
| Días de nevadas (≥ 1 mm)                             | 18                                                   | 18                                                   | 15                                                   | 17                                                   | 16                                                   | 2                                                    | 0.1                                                  | 0.3                                                  | 5                                                    | 19                                                   | 19                                                   | 18                                                   | 147.4                                                |
| Horas de sol                                         | 29                                                   | 101                                                  | 197                                                  | 249                                                  | 245                                                  | 279                                                  | 257                                                  | 186                                                  | 138                                                  | 105                                                  | 47                                                   | 15                                                   | 1848                                                 |
| Humedad relativa (%)                                 | 82                                                   | 81                                                   | 81                                                   | 82                                                   | 84                                                   | 78                                                   | 79                                                   | 81                                                   | 80                                                   | 84                                                   | 84                                                   | 82                                                   | 81.5                                                 |
| Fuente n.º 1: JMA                                    |                                                      |                                                      |                                                      |                                                      |                                                      |                                                      |                                                      |                                                      |                                                      |                                                      |                                                      |                                                      |                                                      |
| Fuente n.º 2: NOAA (sun, 1961–1990)                  |                                                      |                                                      |                                                      |                                                      |                                                      |                                                      |                                                      |                                                      |                                                      |                                                      |                                                      |                                                      |                                                      |

## Transporte
La ciudad es un importante puerto marítimo sobre el golfo del Anádyr del mar de Bering. Dispone de un aeropuerto que atiende a varias de las principales ciudades del extremo oriente ruso, conexiones con ciudades como Jabárovsk y Moscú, así como vuelos chárter a Nome, Alaska a través de la línea aérea Bering Air.

## Demografía
| Gráfica de evolución de Anádyr entre 1888 y 2020 |
|                                                  |

## Personas destacadas
- Valeri Tokarev, cosmonauta.
- Roman Abramovich, oligarca del petróleo y el exgobernador de Chukotka.

## Ciudades hermanadas
- Yakutsk, Rusia
- Múrmansk, Rusia
- Asahikawa, Japón
- Bethel
- Nome